# Niels Andersen (teaterleder)
 Der er flere personer med dette navn, se Niels Andersen.
Niels Andersen (født 1949) er en dansk teaterleder. Fra 1995 har han været leder af Svalegangen. Han begyndte sin teaterkarrière som militærnægter på Jomfru Ane Teatret i Aalborg i 1970. Han blev det kollektivt ledede teaters administrator i 1979, inden han i 1987 blev leder af Vendsyssel Egnsteater i Hjørring. I 1991 vendte han tilbage til Jomfru Ane Teatret, nu som egentlig leder. Fire år senere rykkede han til Århus.